# 双片伪盾蜗牛
双片伪盾蜗牛（学名：Pseudaspasita binodata）为巴蜗牛科伪盾蜗牛属的动物，是中国的特有物种。分布于四川、湖北等地，生活环境为陆地，常栖息于农田附近的草丛中、公园花卉草丛根部或石块下以及多腐殖质处。